# Асадов, Ариф Гюльага оглы
Ари́ф Гюльага́ оглы́ Аса́дов (азерб. Arif Gülağa oğlu Asadov; род. 18 августа 1970, Баку) — советский и азербайджанский футболист, защитник. Выступал за сборную Азербайджана.

## Биография
Воспитанник «Нефтчи», начал играть в команде с 15-летнего возраста. Вскоре был вызван в юношескую сборную СССР, участвовал в её составе на крупных турнирах, стал чемпионом мира и Европы среди юношей.
Дебютировал в высшей лиге чемпионата СССР в 1988 в составе «Нефтчи» из города Баку.
С 1989 по 1991 играл в 1-й лиге чемпионата СССР. С 1992 — в высшей лиге чемпионата Азербайджана.
В начале 1994 перешёл во владикавказский «Спартак», где в 20 играх забил 1 мяч. По окончании сезона вернулся в Баку в «Нефтчи».
В 1998 вернулся в высшую лигу чемпионата России по футболу, играл за клуб «Тюмень». В 1999 играл в 1-й лиге за «Анжи».
С 1999 — снова играл в Азербайджане, сначала сезон в составе агдамского «Карабаха», потом 2 сезона — в «Нефтчи».
На сезон 2003/04 вернулся в «Карабах», помог клубу стать бронзовым призёром чемпионата. В сезоне 2004/05 сначала играл за «Хазар-Ленкорань», а потом за «Гянджу».
Перед началом сезона 2005/06 завершил карьеру игрока и перешёл на тренерскую работу.
В 2006—2007 работал главным тренером сборной Азербайджана U-19 по футболу.
В сезоне 2008/09 работал с дублем «Нефтчи», с которым завоевал 1-е место в первенстве дублёров. С мая 2009 — помощник главного тренера «Нефтчи» Беюкаги Агаева.
В конце февраля 2010 возглавил «Нефтчи». С командой взял золото чемпионата Азербайджана в сезоне 2010/2011. В июле 2011 после неудач в квалификации Лиги чемпионов покинул пост главного тренера по собственному желанию.
В 5 ноября снова возглавил сборной Азербайджана U-19 по футболу вместо Вели Касумова.

## Достижения
- Чемпион Азербайджана: 1992, 1995/96 (в составе «Нефтчи»)
- Серебряный призёр чемпионата Азербайджана: 1996/97, 1997/98, 2000/01, 2001/02 (в составе «Нефтчи»), 2004/05 (в составе «Хазар-Ленкорань»)
- Бронзовый призёр чемпионата Азербайджана: 1993, 1994/95 (в составе «Нефтчи»), 2003/04 (в составе «Карабаха»)
- Чемпион мира среди юниоров (до 16): 1987
- Чемпион Европы среди юниоров (до 19): 1988